# 北陸鉄道モハ2000形電車
北陸鉄道モハ2000形電車（ほくりくてつどうモハ2000がたでんしゃ）は、北陸鉄道（北鉄）が金沢市内線にて運用する目的で、1950年（昭和25年）に導入した路面電車車両である。1967年（昭和42年）の金沢市内線廃止後、名古屋鉄道（名鉄）に譲渡され、同社モ550形電車として名鉄岐阜市内線で1997年（平成9年）まで運用された。

## 経歴
北陸鉄道の軌道線、金沢市内線のモハ2000形として、1950年（昭和25年）6月に10両（2001 - 2010）が近畿車輛で製造された。車体は、全長10.5メートル、全幅2.2メートルで、前者に至っては戦後製造の半鋼製ボギー電車としては最も短い小柄な車両であった。1967年（昭和42年）の金沢市内線廃止に伴い、10両全車が名鉄へ譲渡された。名鉄ではモ550形（2代）モ550 - 559と改称・改番されている。なお、北鉄からは1968年（昭和43年）4月にモハ2200形も全6両が名鉄に譲渡され、同社のモ560形（2代）として入籍している。
名鉄岐阜市内線（本線）の伊奈波通 - 長良北町では、急曲線などの事情から広幅・大型車体のボギー車の入線が難しいため、戦後も長らく二軸単車が運用され続けていたが、本形式の導入によりこれらが置き換えられ、岐阜市内線のボギー車化が完了した。以後、長良北町系統は1988年（昭和63年）に同区間が廃止されるまで、本形式が優先的に運用された。
1969年（昭和44年）にモ555が事故廃車となり、残った9両は1974年（昭和49年）1月にワンマン化改造を施され、同時に集電装置がビューゲルからZ型パンタグラフに交換された。1977年（昭和52年）にモ559が、1988年（昭和63年）の岐阜市内線徹明町駅 - 伊奈波通 - 長良北町間廃止に伴い2両（モ552・557）がそれぞれ廃車となるなど順次淘汰された。残る6両も1994年（平成6年）に3両（モ553・554・558）、1997年（平成9年）のモ780形導入時に3両（モ550・551・556）がそれぞれ廃車となり、形式消滅した。